# John Kerry
John Forbes Kerry (* 11. prosince 1943 Aurora, Colorado, USA) je americký politik a od února 2013 do ledna 2017 ministr zahraničí Spojených států. V letech 1985–2013 zastával úřad senátora za stát Massachusetts a poslední čtyři roky v něm působil jako předseda zahraničního výboru. Senátorskou funkci obhájil během voleb v letech 1990, 1996 a 2002.

## Životopis
John Kerry se narodil ve městě Aurora ve státě Colorado. Navštěvoval internátní školy v Massachusetts a New Hampshire. Vzhledem k otcovu povolání strávil John Kerry značnou část svého mládí v Evropě. Mezi lety 1954 a 1956 žil v Západním Berlíně a poté studoval na internátní škole ve Švýcarsku. Tehdy se Kerry naučil německy a doposud tuto řeč částečně ovládá. Krom toho hovoří plynně francouzsky. Poté pokračoval studiem politologie na Yaleově univerzitě, kde se stal členem tajného spolku „Skull and Bones“.
V roce 1966 se Kerry zapsal k námořnictvu (Naval Reserve) a během let 1968 až 1969 sloužil zkrácenou čtyřměsíční službu v Jižním Vietnamu jako důstojník. Po návratu do vlasti se Kerry připojil ke skupině "Vietnamští veteráni proti válce", ve které sloužil jako národně uznávaný mluvčí a jako otevřený odpůrce války ve Vietnamu.
V roce 2004 se jako kandidát demokratické strany účastnil amerických prezidentských voleb, v nichž jej porazil republikán George W. Bush, který tak obhájil prezidentský úřad pro druhé volební období. V roce 2008 v primárkách americké Demokratické strany Kerry podpořil Baracka Obamu.

## Soukromý život
23. května 1970 se Kerry oženil s Julií Stimson Thorne (1944-2006), dcerou diplomata a vydavatele Landona Ketchuma Thorne. Z tohoto manželství vzešly dvě dcery: Alexandra Forbes Kerry (* 5. září 1973) a Vanessa Bradford Kerry (* 31. prosince 1976). Kerryho první manželství bylo v roce 1988 rozvedeno, Julia Stimson Thorne zemřela v roce 2006.
Od 26. května 1995 je Kerry podruhé ženatý, a to s Teresou Heinzovou, která je o pět let starší než on. Byla tehdy vdovou po senátorovi USA Henrym Johnovi Heinzovi III. a do svého druhého manželství přivedla tři syny. Teresa Heinzová je jednou z dědiců kečupového impéria H. J. Heinz Company a její jmění se odhaduje na 500 milionů až jednu miliardu dolarů. Její podíl na této společnosti přitom nedosahuje více než 4 %.

## Původ

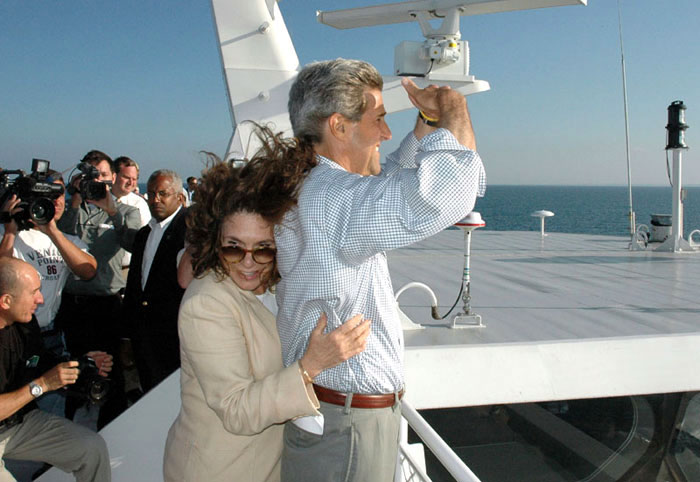
John Kerry a jeho manželka Teresa Heinzová

Dědeček Johna Kerryho se narodil 10. května 1873 jako Fritz Kohn v židovské rodině v Horním Benešově (německy Bennisch) v českém Slezsku, kde byl jeho otec Benedikt Kohn pivovarským mistrem, sládkem v tamním pivovaře.
V roce 1901 Fritz Kohn požádal o změnu svého jména na Frederick Kerry. Podle legendy se rodina rozhodla, že si změní jméno podle toho, kam zapíchne tužku do mapy, a ta ukázala na irskou oblast Kerry. V roce 1902 rakouské úřady žádosti o změnu jména vyhověly a Frederick Kerry současně konvertoval ke katolicismu. O tři roky později emigroval do Spojených států, kde v roce 1921 za nejasných okolností spáchal sebevraždu. John Kerry, narozený v roce 1943, tedy svého dědečka nikdy nespatřil.
Matka Johna Kerryho Rosemary Forbesová pocházela z jedné větve vlivného rodu Forbesů. Tento rod sahá až k prvnímu guvernérovi státu Massachusetts po získání nezávislosti na Velké Británii, Johnu Wintropovi.